# 中尾友紀
中尾 友紀（なかお ゆき、8月19日 - ）は、日本の女性声優。大分県出身。フリー。

## 人物
以前はブリングアップ / 劇団アルターエゴに所属していた。
趣味は映画鑑賞。特技は百人一首。

## 出演
太字はメインキャラクター。

### テレビアニメ
1995年
- 赤ずきんチャチャ（女生徒）
- ナースエンジェルりりかSOS（男子生徒）

1996年
- 水色時代（河合敏子、同級生、級友A）
- るろうに剣心 -明治剣客浪漫譚-（1996年 - 1998年、女、町娘、楓、女軽業師、ソバ屋の店員、宿屋の女、お増）

1997年
- ケロケロちゃいむ（ポポ）

1998年
- こちら葛飾区亀有公園前派出所（老人、女店員、光代、女子大生、由利鎌子、お菊、立花の妻、セクシー・ローズ、山田 他）

1999年
- ビーストウォーズネオ 超生命体トランスフォーマー（ミケス）
- ビックリマン2000（アパ帯刀天、朱烈男爵）
- メダロット（アマレット、子供A 他）

2001年
- Dr.リンにきいてみて!（リンリンの母、数学の先生、巫女、女子生徒、女教師、まゆみ）
- 破壊魔定光（女生徒 他）
- 遊☆戯☆王デュエルモンスターズ（ブラック・マジシャン・ガール〈3代目〉、マナ、リック、梶木漁太〈幼少期〉、シスター、客）

2002年
- 真・女神転生Dチルドレン ライト&ダーク（ウルド）
- テニスの王子様（越前倫子、チョコレーツ、菊丸の姉）
- 満月をさがして（若い頃の神山文月、エリ、ぐっちゃん、マチ、おばさんたち、歌手、看護婦、機内アナ、キャスター、受験生、女子高生、通行人、七海の母、ファン、養母）
- ホイッスル!（母親、女生徒）

2004年
- 愛してるぜベイベ★★（ミキの母）
- Get Ride! アムドライバー（ナレーター）
- 遊☆戯☆王デュエルモンスターズGX（ブラック・マジシャン・ガール、リック、エコー、ツトムの母）

2005年
- おねがいマイメロディ（沙織の義母）

2006年
- 吟遊黙示録マイネリーベwieder（ナオジの母）

2007年
- おねがいマイメロディ すっきり♪（見習いエスティシャン）
- 人造昆虫カブトボーグ V×V（山田早苗）

### OVA
- 赤ずきんチャチャ（1995年、保母さん）
- R.O.D -READ OR DIE-（2001年、マリアンヌ、女性スタッフ）
- ときめき不思議ダイアリー★ウルトラマニアック（2002年、2年女子）
- 満月をさがして（2002年、振付師 モモヨ）
- るろうに剣心 -明治剣客浪漫譚- 新京都編（2012年、増髪）

### 劇場アニメ
- 雲のむこう、約束の場所（2004年、女子生徒）
- ピアノの森（2007年）
- 10thアニバーサリー 劇場版 遊☆戯☆王 〜超融合!時空を越えた絆〜（2010年、ブラック・マジシャン・ガール）
- 遊☆戯☆王 THE DARK SIDE OF DIMENSIONS（2016年、ブラック・マジシャン・ガール）

### ゲーム
1995年
- おやじハンターマージャン（美人スチュワーデス）

2001年
- HUNTER×HUNTER 龍脈の祭壇
- FEVER4 SANKYO 公式パチンコシミュレーション

2002年
- 機甲兵団 J-PHOENIX コバルト小隊篇
- 帰ってきたサイボーグクロちゃん（ジュリエット、めぐみ）
- テニスの王子様SWEAT & TEARS

2003年
- 恐怖新聞【平成版】 怪奇! 心霊ファイル
- 探偵学園Q 奇翁館の殺意（漆坂春花、法師美苗）
- テニスの王子様 SWEAT&TEARS2 RUSH&DREAM!（小鷹那美）
- ラブひな ごーじゃす 〜チラっとハプニング!!〜（看護婦）

2006年
- アイアンフェザー（イル）
- 任侠伝 渡世人一代記（およね）
- マイネリーベII〜誇りと正義と愛〜（クリスティアーネ）
- 遊☆戯☆王デュエルモンスターズGX タッグフォース（ブラック・マジシャン・ガール、一般女子生徒）
- るろうに剣心　-明治剣客浪漫譚- 炎上!京都輪廻（増髪 他）

2007年
- 遊☆戯☆王デュエルモンスターズGX タッグフォース2（ブラック・マジシャン・ガール、一般女子生徒）

2008年
- 遊☆戯☆王デュエルモンスターズGX タッグフォース3（ブラック・マジシャン・ガール、一般女子生徒）

2019年
- JUMP FORCE（ブラック・マジシャン・ガール）

### ドラマCD
- ディア マイン（2001年、メイド）